# Елена Алекова
Елена Алекова Христова е българска писателка. Превежда от руски и беларуски. Член е на Съюза на българските писатели, Съюза на българските журналисти и на Съюза на учените в България.

## Биография
Елена Алекова е родена на 3 април 1963 г. в село Мугла, Девинско. Завършва Литературния институт „Максим Горки“ в Москва, специалност белетристика. През 1994 г. става доктор по философия и филология. Специалист е по руска и съветска литература на 20 век. Работила е като редактор във в. „Български писател“ (до закриването му), в издателствата „Български писател“ и „Христо Ботев“. Главен редактор на вестниците „Тракия“ и „Съвременно читалище“, както и главен експерт в Министерството на културата в правителството на Сергей Станишев.
Член на журито на Националната литературна награда за поезия „Усин Керим“ за 2014 г. и 2016 г..

## Творби
Елена Алекова е автор на 8 поетични книги, на романа в стихове „Милена“, издаден в две части през 1998 и 1999 г., както и на книгите „По невидимите магистрали“ (2003, литературна критика), „Отвъд думите“ (2006, белетристика) и „Моята България“ (2008, публицистика).

## Награди
Елена Алекова е носител на Специалната литературна награда „Николай Хайтов“, както и на националната награда за поезия „Дамян Дамянов“ (2010).